# Michael Bolton/Auszeichnungen für Musikverkäufe

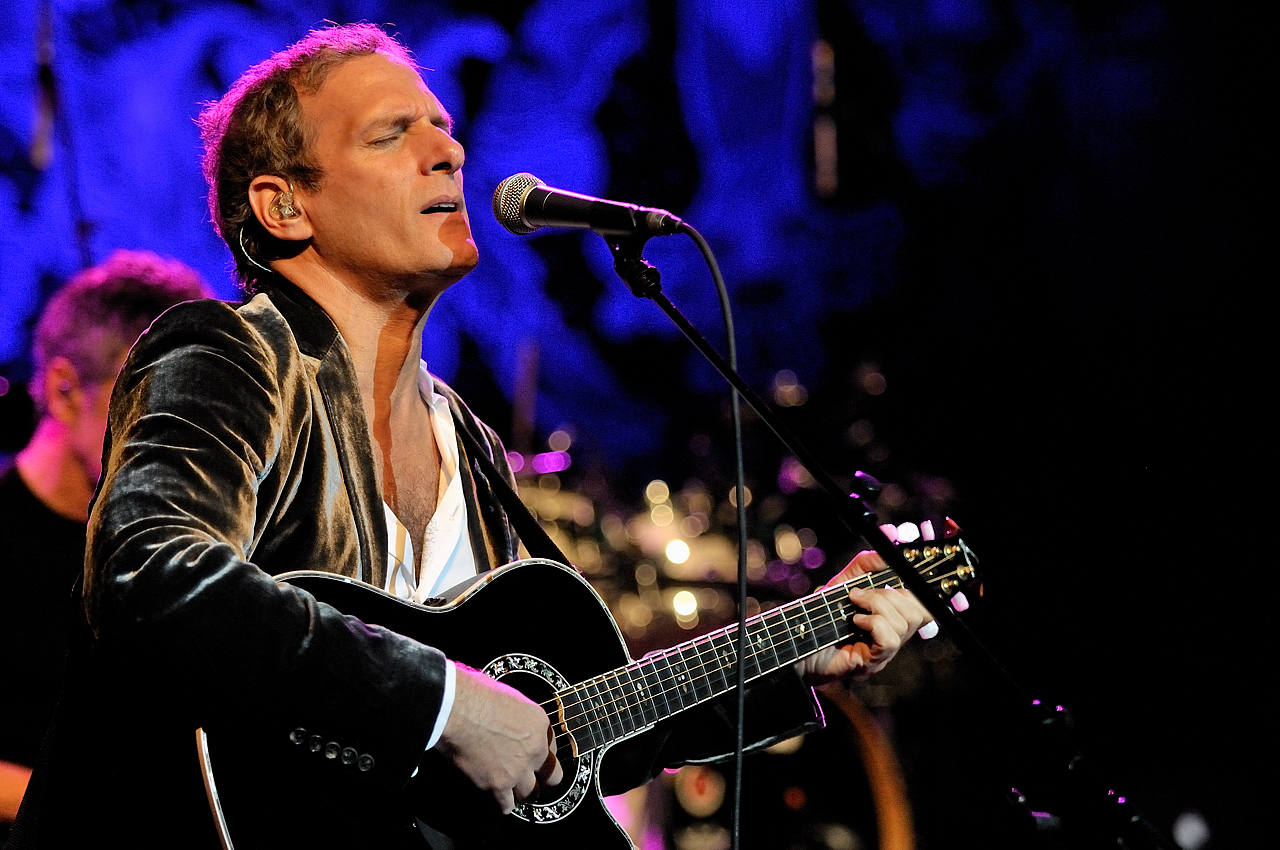
Michael Bolton (2010)

Dies ist eine Übersicht über die Auszeichnungen für Musikverkäufe des US-amerikanischen Pop-Sängers Michael Bolton. Die Auszeichnungen finden sich nach ihrer Art (Gold, Platin usw.), nach Staaten getrennt in chronologischer Reihenfolge, geordnet sowie nach den Tonträgern selbst, ebenfalls in chronologischer Reihenfolge, getrennt nach Medium (Alben, Singles usw.), wieder.

## Auszeichnungen
| - Vereinigtes Königreich - 2014: für das Album Gems – The Very Best Of - Australien - 1990: für die Single How Can We Be Lovers - 1997: für das Album This Is The Time: The Christmas Album - Dänemark - 2012: für das Streaming Jack Sparrow - Deutschland - 1994: für das Album The One Thing - Frankreich - 1995: für das Album Greatest Hits: 1985–1995 - Japan - 1992: für das Album Time, Love and Tenderness - 1993: für das Album Timeless (the Classics) - 1997: für das Album Greatest Hits: 1985–1995 - Neuseeland - 2023: für die Single How Am I Supposed to Live Without You - Niederlande - 1991: für das Album Soul Provider - 1992: für das Album Time, Love and Tenderness - Norwegen - 1995: für das Album Greatest Hits: 1985–1995 - Schweden - 1991: für das Album Time, Love and Tenderness - 1992: für das Album Timeless (the Classics) - 1996: für das Album Greatest Hits: 1985–1995 - Schweiz - 1993: für das Album Time, Love and Tenderness - 1994: für das Album The One Thing - 1998: für das Album Greatest Hits: 1985–1995 - Spanien - 1990: für das Album Soul Provider - 1991: für das Album Time, Love and Tenderness - 1992: für das Album Timeless (the Classics) - 1994: für das Album The One Thing - 1997: für das Album All That Matters - Vereinigte Staaten - 1990: für das Videoalbum Soul Provider – The Videos - 1992: für das Album Michael Bolton - 1993: für die Single Said I Loved You … But I Lied - 1996: für das Album This Is The Time: The Christmas Album - 1997: für die Single Go the Distance - 1997: für das Album All That Matters - Vereinigtes Königreich - 1997: für das Album All That Matters - 2021: für die Single How Am I Supposed to Live Without You | - Australien - 1990: für die Single How Am I Supposed to Live Without You - 1992: für das Album Time, Love and Tenderness - 1994: für die Single Said I Loved You … But I Lied - Europa - 1994: für das Album The One Thing - 1996: für das Album Greatest Hits: 1985–1995 - Kanada - 1993: für das Album The Hunger - 1996: für das Album This Is The Time: The Christmas Album - 1997: für das Album All That Matters - Neuseeland - 1991: für das Album Time, Love and Tenderness - 1993: für das Album Timeless (the Classics) - 1994: für das Album The One Thing - Schweden - 1990: für das Album Soul Provider - Spanien - 1996: für das Album Greatest Hits: 1985–1995 - Vereinigte Staaten - 1993: für das Videoalbum This Is Michael Bolton - 1996: für das Videoalbum Soul and Passion - 1996: für das Album This Is The Time: The Christmas Album - Vereinigtes Königreich - 1993: für das Album The One Thing - 1995: für das Album Greatest Hits: 1985–1995 - 2022: für das Album The Very Best of Michael Bolton - Australien - 1990: für das Album Soul Provider - 1993: für das Album Timeless (the Classics) - 1994: für das Album The One Thing - 1995: für das Album Greatest Hits: 1985–1995 - Neuseeland - 1996: für das Album Greatest Hits: 1985–1995 - Schweden - 2011: für die Single Jack Sparrow - Vereinigte Staaten - 1997: für das Album The Hunger - Italien - 1996: für das Album Greatest Hits: 1985–1995 - Kanada - 1994: für das Album The One Thing - 1997: für das Album Greatest Hits: 1985–1995 - Neuseeland - 1991: für das Album Soul Provider - Vereinigte Staaten - 1994: für das Album The One Thing - 2000: für das Album Greatest Hits: 1985–1995 - Vereinigtes Königreich - 1993: für das Album Timeless (the Classics) | - Kanada - 1993: für das Album Timeless (the Classics) - Vereinigte Staaten - 1993: für das Album Timeless (the Classics) - Vereinigtes Königreich - 1993: für das Album Soul Provider - 1995: für das Album Time, Love and Tenderness - Kanada - 1993: für das Album Soul Provider - Vereinigte Staaten - 1994: für das Album Soul Provider - Kanada - 1993: für das Album Time, Love and Tenderness - Vereinigte Staaten - 1994: für das Album Time, Love and Tenderness |

## Auszeichnungen nach Alben

### Michael Bolton
| Land/Region               | Auszeichnungen für Musikverkäufe (Land/Region, Auszeichnung, Verkäufe) | Verkäufe |
| ------------------------- | ---------------------------------------------------------------------- | -------- |
| Vereinigte Staaten (RIAA) | Gold                                                                   | 500.000  |
| Insgesamt                 | 1× Gold ·                                                              | 500.000  |

### The Hunger
| Land/Region               | Auszeichnungen für Musikverkäufe (Land/Region, Auszeichnung, Verkäufe) | Verkäufe  |
| ------------------------- | ---------------------------------------------------------------------- | --------- |
| Kanada (MC)               | Platin                                                                 | 100.000   |
| Vereinigte Staaten (RIAA) | 2× Platin                                                              | 2.000.000 |
| Insgesamt                 | 3× Platin ·                                                            | 2.100.000 |

### Soul Provider
| Land/Region                  | Auszeichnungen für Musikverkäufe (Land/Region, Auszeichnung, Verkäufe) | Verkäufe  |
| ---------------------------- | ---------------------------------------------------------------------- | --------- |
| Australien (ARIA)            | 2× Platin                                                              | 140.000   |
| Kanada (MC)                  | 5× Platin                                                              | 500.000   |
| Neuseeland (RMNZ)            | 3× Platin                                                              | 60.000    |
| Niederlande (NVPI)           | Gold                                                                   | 50.000    |
| Schweden (IFPI)              | Platin                                                                 | 100.000   |
| Spanien (Promusicae)         | Gold                                                                   | 50.000    |
| Vereinigte Staaten (RIAA)    | 6× Platin                                                              | 6.000.000 |
| Vereinigtes Königreich (BPI) | 4× Platin                                                              | 1.200.000 |
| Insgesamt                    | 2× Gold · 21× Platin ·                                                 | 8.100.000 |

### Time, Love and Tenderness
| Land/Region                  | Auszeichnungen für Musikverkäufe (Land/Region, Auszeichnung, Verkäufe) | Verkäufe   |
| ---------------------------- | ---------------------------------------------------------------------- | ---------- |
| Australien (ARIA)            | Platin                                                                 | 70.000     |
| Japan (RIAJ)                 | Gold                                                                   | 100.000    |
| Kanada (MC)                  | 7× Platin                                                              | 700.000    |
| Neuseeland (RMNZ)            | Platin                                                                 | 20.000     |
| Niederlande (NVPI)           | Gold                                                                   | 50.000     |
| Schweden (IFPI)              | Gold                                                                   | 50.000     |
| Schweiz (IFPI)               | Gold                                                                   | 25.000     |
| Spanien (Promusicae)         | Gold                                                                   | 50.000     |
| Vereinigte Staaten (RIAA)    | 8× Platin                                                              | 8.000.000  |
| Vereinigtes Königreich (BPI) | 4× Platin                                                              | 1.200.000  |
| Insgesamt                    | 5× Gold · 21× Platin ·                                                 | 10.265.000 |

### Timeless (the Classics)
| Land/Region                  | Auszeichnungen für Musikverkäufe (Land/Region, Auszeichnung, Verkäufe) | Verkäufe  |
| ---------------------------- | ---------------------------------------------------------------------- | --------- |
| Australien (ARIA)            | 2× Platin                                                              | 140.000   |
| Japan (RIAJ)                 | Gold                                                                   | 100.000   |
| Kanada (MC)                  | 4× Platin                                                              | 400.000   |
| Neuseeland (RMNZ)            | Platin                                                                 | 15.000    |
| Schweden (IFPI)              | Gold                                                                   | 50.000    |
| Spanien (Promusicae)         | Gold                                                                   | 50.000    |
| Vereinigte Staaten (RIAA)    | 4× Platin                                                              | 4.000.000 |
| Vereinigtes Königreich (BPI) | 3× Platin                                                              | 900.000   |
| Insgesamt                    | 3× Gold · 14× Platin ·                                                 | 5.655.000 |

### The One Thing
| Land/Region                  | Auszeichnungen für Musikverkäufe (Land/Region, Auszeichnung, Verkäufe) | Verkäufe  |
| ---------------------------- | ---------------------------------------------------------------------- | --------- |
| Australien (ARIA)            | 2× Platin                                                              | 140.000   |
| Deutschland (BVMI)           | Gold                                                                   | (250.000) |
| Europa (IFPI)                | Platin                                                                 | 1.000.000 |
| Kanada (MC)                  | 3× Platin                                                              | 300.000   |
| Neuseeland (RMNZ)            | Platin                                                                 | 15.000    |
| Schweiz (IFPI)               | Gold                                                                   | (25.000)  |
| Spanien (Promusicae)         | Gold                                                                   | (50.000)  |
| Vereinigte Staaten (RIAA)    | 3× Platin                                                              | 3.000.000 |
| Vereinigtes Königreich (BPI) | Platin                                                                 | (300.000) |
| Insgesamt                    | 3× Gold · 11× Platin ·                                                 | 4.455.000 |

### Greatest Hits: 1985–1995
| Land/Region                  | Auszeichnungen für Musikverkäufe (Land/Region, Auszeichnung, Verkäufe) | Verkäufe  |
| ---------------------------- | ---------------------------------------------------------------------- | --------- |
| Australien (ARIA)            | 2× Platin                                                              | 140.000   |
| Europa (IFPI)                | Platin                                                                 | 1.000.000 |
| Frankreich (SNEP)            | Gold                                                                   | (100.000) |
| Italien (FIMI)               | 3× Platin                                                              | (300.000) |
| Japan (RIAJ)                 | Gold                                                                   | 100.000   |
| Kanada (MC)                  | 3× Platin                                                              | 300.000   |
| Neuseeland (RMNZ)            | 2× Platin                                                              | 30.000    |
| Norwegen (IFPI)              | Gold                                                                   | (25.000)  |
| Schweden (IFPI)              | Gold                                                                   | (50.000)  |
| Schweiz (IFPI)               | Gold                                                                   | (25.000)  |
| Spanien (Promusicae)         | Platin                                                                 | (100.000) |
| Vereinigte Staaten (RIAA)    | 3× Platin                                                              | 3.000.000 |
| Vereinigtes Königreich (BPI) | Platin                                                                 | (300.000) |
| Insgesamt                    | 5× Gold · 16× Platin ·                                                 | 4.570.000 |

### This Is the Time – The Christmas Album
| Land/Region               | Auszeichnungen für Musikverkäufe (Land/Region, Auszeichnung, Verkäufe) | Verkäufe  |
| ------------------------- | ---------------------------------------------------------------------- | --------- |
| Australien (ARIA)         | Gold                                                                   | 35.000    |
| Kanada (MC)               | Platin                                                                 | 100.000   |
| Vereinigte Staaten (RIAA) | Platin                                                                 | 1.000.000 |
| Insgesamt                 | 1× Gold · 2× Platin ·                                                  | 1.135.000 |

### All That Matters
| Land/Region                  | Auszeichnungen für Musikverkäufe (Land/Region, Auszeichnung, Verkäufe) | Verkäufe |
| ---------------------------- | ---------------------------------------------------------------------- | -------- |
| Kanada (MC)                  | Platin                                                                 | 100.000  |
| Spanien (Promusicae)         | Gold                                                                   | 50.000   |
| Vereinigte Staaten (RIAA)    | Gold                                                                   | 500.000  |
| Vereinigtes Königreich (BPI) | Gold                                                                   | 100.000  |
| Insgesamt                    | 3× Gold · 1× Platin ·                                                  | 750.000  |

### The Very Best of Michael Bolton
| Land/Region                  | Auszeichnungen für Musikverkäufe (Land/Region, Auszeichnung, Verkäufe) | Verkäufe |
| ---------------------------- | ---------------------------------------------------------------------- | -------- |
| Vereinigtes Königreich (BPI) | Platin                                                                 | 300.000  |
| Insgesamt                    | 1× Platin ·                                                            | 300.000  |

### Gems – The Very Best Of
| Land/Region                  | Auszeichnungen für Musikverkäufe (Land/Region, Auszeichnung, Verkäufe) | Verkäufe |
| ---------------------------- | ---------------------------------------------------------------------- | -------- |
| Vereinigtes Königreich (BPI) | Silber                                                                 | 60.000   |
| Insgesamt                    | 1× Silber ·                                                            | 60.000   |

## Auszeichnungen nach Singles

### How Am I Supposed to Live Without You
| Land/Region                  | Auszeichnungen für Musikverkäufe (Land/Region, Auszeichnung, Verkäufe) | Verkäufe |
| ---------------------------- | ---------------------------------------------------------------------- | -------- |
| Australien (ARIA)            | Platin                                                                 | 70.000   |
| Neuseeland (RMNZ)            | Gold                                                                   | 15.000   |
| Vereinigtes Königreich (BPI) | Silber                                                                 | 200.000  |
| Insgesamt                    | 1× Silber · 1× Gold · 1× Platin ·                                      | 285.000  |

### How Can We Be Lovers
| Land/Region       | Auszeichnungen für Musikverkäufe (Land/Region, Auszeichnung, Verkäufe) | Verkäufe |
| ----------------- | ---------------------------------------------------------------------- | -------- |
| Australien (ARIA) | Gold                                                                   | 35.000   |
| Insgesamt         | 1× Gold ·                                                              | 35.000   |

### Said I Loved You … But I Lied
| Land/Region               | Auszeichnungen für Musikverkäufe (Land/Region, Auszeichnung, Verkäufe) | Verkäufe |
| ------------------------- | ---------------------------------------------------------------------- | -------- |
| Australien (ARIA)         | Platin                                                                 | 70.000   |
| Vereinigte Staaten (RIAA) | Gold                                                                   | 500.000  |
| Insgesamt                 | 1× Gold · 1× Platin ·                                                  | 570.000  |

### Go the Distance
| Land/Region               | Auszeichnungen für Musikverkäufe (Land/Region, Auszeichnung, Verkäufe) | Verkäufe |
| ------------------------- | ---------------------------------------------------------------------- | -------- |
| Vereinigte Staaten (RIAA) | Gold                                                                   | 500.000  |
| Insgesamt                 | 1× Gold ·                                                              | 500.000  |

### Jack Sparrow
| Land/Region     | Auszeichnungen für Musikverkäufe (Land/Region, Auszeichnung, Verkäufe) | Verkäufe |
| --------------- | ---------------------------------------------------------------------- | -------- |
| Schweden (IFPI) | 2× Platin                                                              | 80.000   |
| Insgesamt       | 2× Platin ·                                                            | 80.000   |

## Auszeichnungen nach Videoalben

### Soul Provider – The Videos
| Land/Region               | Auszeichnungen für Musikverkäufe (Land/Region, Auszeichnung, Verkäufe) | Verkäufe |
| ------------------------- | ---------------------------------------------------------------------- | -------- |
| Vereinigte Staaten (RIAA) | Gold                                                                   | 50.000   |
| Insgesamt                 | 1× Gold ·                                                              | 50.000   |

### Soul and Passion
| Land/Region               | Auszeichnungen für Musikverkäufe (Land/Region, Auszeichnung, Verkäufe) | Verkäufe |
| ------------------------- | ---------------------------------------------------------------------- | -------- |
| Vereinigte Staaten (RIAA) | Platin                                                                 | 100.000  |
| Insgesamt                 | 1× Platin ·                                                            | 100.000  |

### This Is Michael Bolton
| Land/Region               | Auszeichnungen für Musikverkäufe (Land/Region, Auszeichnung, Verkäufe) | Verkäufe |
| ------------------------- | ---------------------------------------------------------------------- | -------- |
| Vereinigte Staaten (RIAA) | Platin                                                                 | 100.000  |
| Insgesamt                 | 1× Platin ·                                                            | 100.000  |

## Auszeichnungen nach Musikstreamings

### Jack Sparrow
| Land/Region     | Auszeichnungen für Musikverkäufe (Land/Region, Auszeichnung, Verkäufe) | Verkäufe |
| --------------- | ---------------------------------------------------------------------- | -------- |
| Dänemark (IFPI) | Gold                                                                   | 900.000  |
| Insgesamt       | 1× Gold ·                                                              | 900.000  |

## Statistik und Quellen
| Land/RegionAuszeichnungen für Musikverkäufe (Land/Region, Auszeichnungen, Verkäufe, Quellen) | Silber     | Gold       | Platin       | Verkäufe    | Quellen                                                   |
| -------------------------------------------------------------------------------------------- | ---------- | ---------- | ------------ | ----------- | --------------------------------------------------------- |
| Australien (ARIA)                                                                            | —          | 2× Gold2   | 11× Platin11 | 840.000     | aria.com.au                                               |
| Dänemark (IFPI)                                                                              | —          | Gold1      | —            | —           | ifpi.dk                                                   |
| Deutschland (BVMI)                                                                           | —          | Gold1      | —            | 250.000     | musikindustrie.de                                         |
| Europa (IFPI)                                                                                | —          | —          | 2× Platin2   | (2.000.000) | ifpi.org (Memento vom 1. Januar 2014 im Internet Archive) |
| Frankreich (SNEP)                                                                            | —          | Gold1      | —            | 100.000     | infodisc.fr snepmusique.com                               |
| Italien (FIMI)                                                                               | —          | —          | 3× Platin3   | 300.000     | Einzelnachweise                                           |
| Japan (RIAJ)                                                                                 | —          | 3× Gold3   | —            | 300.000     | riaj.or.jp                                                |
| Kanada (MC)                                                                                  | —          | —          | 25× Platin25 | 2.500.000   | musiccanada.com                                           |
| Neuseeland (RMNZ)                                                                            | —          | Gold1      | 8× Platin8   | 165.000     | aotearoamusiccharts.co.nz NZ2                             |
| Niederlande (NVPI)                                                                           | —          | 2× Gold2   | —            | 100.000     | nvpi.nl                                                   |
| Norwegen (IFPI)                                                                              | —          | Gold1      | —            | 25.000      | ifpi.no                                                   |
| Schweden (IFPI)                                                                              | —          | 3× Gold3   | 3× Platin3   | 330.000     | sverigetopplistan.se                                      |
| Schweiz (IFPI)                                                                               | —          | 3× Gold3   | —            | 75.000      | hitparade.ch                                              |
| Spanien (Promusicae)                                                                         | —          | 5× Gold5   | Platin1      | 350.000     | elportaldemusica.es ES2 ES3                               |
| Vereinigte Staaten (RIAA)                                                                    | —          | 5× Gold5   | 29× Platin29 | 29.250.000  | riaa.com                                                  |
| Vereinigtes Königreich (BPI)                                                                 | 2× Silber2 | Gold1      | 14× Platin14 | 4.560.000   | bpi.co.uk                                                 |
| Insgesamt                                                                                    | 2× Silber2 | 29× Gold29 | 96× Platin96 |             |                                                           |